# Rivula unctalis
Rivula unctalis là một loài bướm đêm trong họ Erebidae.